# Conciencia artificial
Conciencia Artificial, también conocida como Conciencia de Máquina (MC), Conciencia Sintética o Conciencia Digital, es un campo relacionado con la inteligencia artificial y la robótica cognitiva. La conciencia artificial es la conciencia que se hipotetiza posible en una inteligencia artificial (o algún otro objeto creado por la tecnología humana).
Algunos académicos creen que la conciencia es generada por la interacción de varias partes del cerebro; estos mecanismos se denominan los correlatos neurales de la conciencia o NCC. Algunos creen además que construir un sistema (por ejemplo, un sistema de computadora) que pueda emular esta interacción de NCC resultaría en un sistema que es consciente.
Los conceptos de conciencia artificial también se discuten en la filosofía de la inteligencia artificial a través de cuestiones sobre la mente, la conciencia y los estados mentales.

## Puntos de vista filosóficos
Dado que existen muchos tipos de conciencia hipotéticos, también hay muchas implementaciones potenciales de la conciencia artificial. En la literatura filosófica, quizás la taxonomía más común de la conciencia se divide en variantes "de acceso" y "fenomenales". La conciencia de acceso se refiere a aquellos aspectos de la experiencia que pueden ser aprehendidos, mientras que la conciencia fenomenal se refiere a aquellos aspectos de la experiencia que aparentemente no pueden ser aprehendidos y que se caracterizan cualitativamente en términos de "sensaciones puras", "qué se siente" o qualia.

### Debate de plausibilidad
Los defensores de la identidad de tipo y otros escépticos sostienen que la conciencia solo puede realizarse en sistemas físicos particulares porque la conciencia tiene propiedades que dependen necesariamente de la constitución física.
En su artículo "Conciencia Artificial: ¿Utopía o Posibilidad Real?", Giorgio Buttazzo afirma que una objeción común a la conciencia artificial es que "trabajando en un modo completamente automatizado, las computadoras no pueden exhibir creatividad, reprogramación (que significa que ya no pueden ser reprogramadas, al pensar de nuevo), emociones o libre albedrío. Una computadora, como una lavadora, es una esclava operada por sus componentes.".
Para otros teóricos (por ejemplo, los funcionalistas), que definen los estados mentales en términos de roles causales, cualquier sistema que pueda instanciar el mismo patrón de roles causales, independientemente de su constitución física, instanciará los mismos estados mentales, incluida la conciencia.

#### Argumento de Fundamentación Computacional
Uno de los argumentos más explícitos sobre la plausibilidad de la conciencia artificial proviene de David Chalmers. Su propuesta es aproximadamente que los tipos adecuados de computaciones son suficientes para poseer una mente consciente. Chalmers propone que un sistema implementa una computación si "la estructura causal del sistema refleja la estructura formal de la computación", y que cualquier sistema que implemente ciertas computaciones es consciente.
La parte más controvertida de la propuesta de Chalmers es que las propiedades mentales son "invariantes organizativas". Las propiedades mentales son de dos tipos: psicológicas y fenomenológicas. Las propiedades psicológicas, como la creencia y la percepción, son aquellas que están "caracterizadas por su rol causal". Ayudado por trabajos anteriores, él dice que "[l]os sistemas con la misma topología causal... compartirán sus propiedades psicológicas".
Las propiedades fenomenológicas, a diferencia de las propiedades psicológicas, no son definibles en términos de sus roles causales. Establecer que las propiedades fenomenológicas son una consecuencia de una topología causal, por lo tanto, requiere argumentos. Chalmers presenta su Argumento de las Cualidades Danzantes con este propósito.
Chalmers comienza asumiendo que su principio de invariancia organizativa es falso: que los agentes con organizaciones causales idénticas podrían tener experiencias diferentes. Luego, nos pide que concibamos cambiar un agente en el otro mediante el reemplazo de partes (por ejemplo, partes neuronales reemplazadas por silicio) mientras se preserva su organización causal. La experiencia del agente en transformación cambiaría (a medida que las partes fueran reemplazadas), pero no habría cambio en la topología causal y, por lo tanto, ningún medio por el cual el agente pudiera "notar" el cambio en la experiencia; Chalmers considera que esta situación es un reducto ad absurdum improbable que establece que su principio de invariancia organizativa casi con certeza debe ser cierto.
Críticos[¿quién?] de la conciencia artificial objetan que Chalmers supone sin fundamentos que todas las propiedades mentales y conexiones externas están suficientemente capturadas por la organización causal abstracta.

#### Controversias
En 2022, el ingeniero de Google, Blake Lemoine, hizo una afirmación viral de que el chatbot de Google, LaMDA, era consciente. Lemoine proporcionó como evidencia las respuestas humanas del chatbot a muchas de sus preguntas; sin embargo, la comunidad científica consideró que el comportamiento del chatbot era probablemente una consecuencia de la imitación, en lugar de la conciencia de la máquina. La afirmación de Lemoine fue ampliamente ridiculizada por ser ridícula. El filósofo Nick Bostrom dijo que cree que LaMDA probablemente no es consciente, pero preguntó "¿qué fundamentos tendría una persona para estar seguro al respecto?" Uno tendría que tener acceso a información no publicada sobre la arquitectura de LaMDA, y también tendría que comprender cómo funciona la conciencia, y luego descubrir cómo mapear la filosofía en la máquina: "(En ausencia de estos pasos), parece que uno debería estar quizás un poco incierto... podría haber otros sistemas ahora, o en el futuro relativamente cercano, que comenzarían a satisfacer los criterios."

### Pruebas
El método más conocido para probar la inteligencia de la máquina es la Prueba de Turing. Pero cuando se interpreta solo como observacional, esta prueba contradice los principios de la filosofía de la ciencia de dependencia de la teoría de las observaciones. También se ha sugerido que se debe tomar en serio la recomendación de Alan Turing de imitar no una conciencia humana adulta, sino una conciencia humana infantil.
Las cualidades, o conciencia fenomenológica, son un fenómeno intrínsecamente de primera persona. Aunque varios sistemas pueden mostrar varios signos de comportamiento correlacionados con la conciencia funcional, no hay una forma concebible en la que las pruebas de tercera persona puedan tener acceso a características fenomenológicas de primera persona. Debido a eso, y porque no hay una definición empírica de la conciencia, una prueba de la presencia de la conciencia en AC puede ser imposible.
En 2014, Victor Argonov sugirió una prueba no basada en la prueba de Turing para la conciencia de la máquina, basada en la capacidad de la máquina para producir juicios filosóficos. Argumenta que una máquina determinista debe considerarse consciente si es capaz de producir juicios sobre todas las propiedades problemáticas de la conciencia (como los cualia o el enlace) sin tener ningún conocimiento filosófico innato (precargado) sobre estos temas, sin discusiones filosóficas durante el aprendizaje, y sin modelos informativos de otras criaturas en su memoria (estos modelos pueden contener implícita o explícitamente conocimientos sobre la conciencia de estas criaturas). Sin embargo, esta prueba solo se puede utilizar para detectar, pero no para refutar, la existencia de la conciencia. Un resultado positivo demuestra que la máquina es consciente, pero un resultado negativo no prueba nada. Por ejemplo, la ausencia de juicios filosóficos puede deberse a la falta de intelecto de la máquina, no a la ausencia de conciencia.

### Ética
Si se sospechara que una máquina en particular es consciente, sus derechos serían una cuestión ética que se debería evaluar (por ejemplo, qué derechos tendría bajo la ley). Por ejemplo, una computadora consciente que fuera propiedad y utilizada como herramienta o computadora central de un edificio de máquinas más grande es una ambigüedad particular. ¿Deberían hacerse leyes para tal caso? La conciencia también requeriría una definición legal en este caso particular. Debido a que la conciencia artificial sigue siendo en gran medida un tema teórico, tales cuestiones éticas no se han discutido o desarrollado en gran medida, aunque a menudo ha sido un tema en la ficción (ver más abajo).
En 2021, el filósofo alemán Thomas Metzinger abogó por un moratorio global sobre la fenomenología sintética hasta 2050. Metzinger sostiene que los seres humanos tienen el deber de cuidar a cualquier IA consciente que creen, y que avanzar demasiado rápido podría generar una "explosión de sufrimiento artificial".

## Propuestas de investigación e implementación

### Aspectos de la conciencia
Bernard Baars y otros argumentan que hay varios aspectos de la conciencia necesarios para que una máquina sea consciente. y otros. Las funciones de la conciencia sugeridas por Bernard Baars son Definición y Configuración de Contexto, Adaptación y Aprendizaje, Edición, Señalización y Depuración, Reclutamiento y Control, Priorización y Control de Acceso, Toma de Decisiones o Función Ejecutiva, Formación de Analogías, Función Metacognitiva y de Autocontrol, y Función de Autoprogramación y Autogestión. Igor Aleksander sugirió 12 principios para la conciencia artificial y estos son: El cerebro es una máquina de estados, Particionamiento interno de neuronas, Estados conscientes e inconscientes, Aprendizaje perceptual y memoria, Predicción, Conciencia de sí mismo, Representación de significado, Aprendizaje de enunciados, Aprendizaje de lenguaje, Voluntad, Instinto y Emoción. El objetivo de la AC es definir si y cómo estos y otros aspectos de la conciencia pueden sintetizarse en un artefacto diseñado como una computadora digital. Esta lista no es exhaustiva; hay muchos otros aspectos no cubiertos.

#### Conciencia
La conciencia podría ser un aspecto necesario, pero hay muchos problemas con la definición exacta de conciencia. Los resultados de los experimentos de neuroescaneo en monos sugieren que un proceso, no solo un estado u objeto, activa las neuronas. La conciencia incluye crear y probar modelos alternativos de cada proceso basado en la información recibida a través de los sentidos o imaginada, y también es útil para hacer predicciones. Tal modelado requiere mucha flexibilidad. La creación de dicho modelo incluye modelar el mundo físico, modelar los propios estados y procesos internos, y modelar otras entidades conscientes.
Hay al menos tres tipos de conciencia: conciencia de agencia, conciencia de objetivos y conciencia sensoriomotora, que también pueden ser conscientes o no. Por ejemplo, en la conciencia de agencia, puedes ser consciente de que realizaste una cierta acción ayer, pero ahora no eres consciente de ello. En la conciencia de objetivos, puedes ser consciente de que debes buscar un objeto perdido, pero ahora no eres consciente de ello. En la conciencia sensoriomotora, puedes ser consciente de que tu mano está apoyada en un objeto, pero ahora no eres consciente de ello.
Debido a que los objetos de la conciencia son frecuentemente conscientes, la distinción entre conciencia y conciencia a menudo está borrosa o se utilizan como sinónimos.

#### Memoria
Los eventos conscientes interactúan con los sistemas de memoria en el aprendizaje, ensayo y recuperación. El modelo IDA aclara el papel de la conciencia en la actualización de la memoria perceptual, la memoria episódica transitor
ia y la memoria procedural. Las memorias episódicas y declarativas transitorias tienen representaciones distribuidas en IDA, y hay evidencia de que esto también ocurre en el sistema nervioso. En IDA, estas dos memorias se implementan computacionalmente utilizando una versión modificada de la arquitectura de la Memoria distribuida escasa de Kanerva.

#### Aprendizaje
El aprendizaje también se considera necesario para la conciencia artificial. Según Bernard Baars, la experiencia consciente es necesaria para representar y adaptarse a eventos nuevos e importantes. Según Axel Cleeremans y Luis Jiménez, el aprendizaje se define como "un conjunto de procesos de adaptación filogenéticamente avanzados que dependen críticamente de una sensibilidad evolucionada hacia la experiencia subjetiva para permitir a los agentes tener un control flexible sobre sus acciones en entornos complejos e impredecibles".

#### Anticipación
La capacidad de predecir (o anticipar) eventos previsibles se considera importante para la inteligencia artificial según Igor Aleksander. El principio emergentista de múltiples borradores propuesto por Daniel Dennett en Consciousness Explained puede ser útil para la predicción: implica la evaluación y selección del "borrador" más adecuado para adaptarse al entorno actual. La anticipación incluye la predicción de las consecuencias de las propias acciones propuestas y la predicción de las consecuencias de las acciones probables de otras entidades.
Las relaciones entre estados del mundo real se reflejan en la estructura de estado de un organismo consciente, lo que permite al organismo predecir eventos. Una máquina artificialmente consciente debería poder anticipar eventos correctamente para estar preparada para responder a ellos cuando ocurran o tomar acciones preventivas para evitar eventos anticipados. La implicación aquí es que la máquina necesita componentes flexibles y en tiempo real que construyan modelos espaciales, dinámicos, estadísticos, funcionales y causa-efecto del mundo real y de los mundos predichos, lo que le permitirá demostrar que posee conciencia artificial en el presente y en el futuro, y no solo en el pasado. Para lograr esto, una máquina consciente debería hacer predicciones coherentes y planes de contingencia, no solo en mundos con reglas fijas como un tablero de ajedrez, sino también para entornos nuevos que pueden cambiar, y ejecutarlos solo cuando sea apropiado para simular y controlar el mundo real.

#### Experiencia subjetiva
Las experiencias subjetivas o qualia se consideran ampliamente como el problema difícil de la conciencia. De hecho, se considera que plantea un desafío para el fisicalismo, y mucho menos el computacionalismo.

### Rol de las arquitecturas cognitivas
El término "arquitectura cognitiva" puede referirse a una teoría sobre la estructura de la mente humana, o a cualquier porción o función de la misma, incluida la conciencia. En otro contexto, una arquitectura cognitiva utiliza computadoras para instanciar la estructura abstracta. Un ejemplo es QuBIC: Quantum and Bio-inspired Cognitive Architecture for Machine Consciousness. Uno de los principales objetivos de una arquitectura cognitiva es resumir los diversos resultados de la psicología cognitiva en un modelo informático integral. Sin embargo, los resultados deben estar en una forma formalizada para que puedan ser la base de un programa informático. Además, el papel de la arquitectura cognitiva es para que la IA estructure claramente, construya e implemente su proceso de pensamiento.

### Propuestas simbólicas o híbridas

#### Franklin's Intelligent Distribution Agent
Stan Franklin (1995, 2003) define a un agente autónomo como poseedor de conciencia funcional cuando es capaz de varias de las funciones de la conciencia identificadas por la Teoría del Espacio Global de Bernard Baars. Su creación, el agente IDA (Intelligent Distribution Agent), es una implementación de software de GWT que la convierte en consciente funcionalmente por definición. La tarea de IDA es negociar nuevas asignaciones para marineros en la Marina de los Estados Unidos después de que terminan su período de servicio, emparejando las habilidades y preferencias de cada individuo con las necesidades de la Marina. IDA interactúa con las bases de datos de la Marina y se comunica con los marineros a través de un diálogo de correo electrónico en lenguaje natural, al tiempo que cumple con un gran conjunto de políticas de la Marina. El modelo computacional de IDA se desarrolló durante 1996-2001 en el "Conscious" Software Research Group de Stan Franklin en la Universidad de Memphis. "Consta de aproximadamente un cuarto de millón de líneas de código Java, y consume casi por completo los recursos de una estación de trabajo de alta gama de 2001." Se basa en gran medida en codelets, que son "agentes especiales independientes y relativamente independientes, implementados típicamente como una pequeña pieza de código que se ejecuta como un hilo separado." En la arquitectura descendente de IDA, las funciones cognitivas de alto nivel están modeladas explícitamente. Aunque IDA es consciente funcionalmente por definición, Franklin "no atribuye conciencia fenomenal a su propio agente de software 'consciente', IDA, a pesar de sus muchos comportamientos similares a los humanos. Esto a pesar de ver a varios detallistas de la Marina de los Estados Unidos asintiendo repetidamente y diciendo 'Sí, así es como lo hago' mientras observan las acciones internas y externas de IDA mientras realiza su tarea". IDA se ha extendido a LIDA (Learning Intelligent Distribution Agent).

#### CLARION de Ron Sun
La arquitectura cognitiva CLARION postula una representación a dos niveles que explica la distinción entre los procesos mentales conscientes e inconscientes.
CLARION ha tenido éxito en explicar una variedad de datos psicológicos. Se han simulado una serie de tareas de aprendizaje de habilidades bien conocidas utilizando CLARION que abarcan desde habilidades reactivas simples hasta habilidades cognitivas complejas. Las tareas incluyen tareas de tiempo de reacción serial (SRT), tareas de aprendizaje de gramática artificial (AGL), tareas de control de procesos (PC), la tarea de inferencia categórica (CI), la tarea de aritmética alfabética (AA) y la tarea de la Torre de Hanoi (TOH). Entre ellas, SRT, AGL y PC son tareas típicas de aprendizaje implícito, muy relevantes para la cuestión de la conciencia, ya que operacionalizan la noción de conciencia en el contexto de experimentos psicológicos.

#### OpenCog de Ben Goertzel
Ben Goertzel está desarrollando una IA generalizada (AGI) a través del proyecto de código abierto OpenCog. El código actual incluye mascotas virtuales encarnadas capaces de aprender comandos sencillos en inglés, así como la integración con robótica del mundo real, que se está llevando a cabo en la Universidad Politécnica de Hong Kong.

### Propuestas conexionistas

#### Arquitectura cognitiva de Haikonen
Pentti Haikonen considera que la computación clásica basada en reglas no es adecuada para lograr la conciencia artificial: "el cerebro definitivamente no es una computadora. Pensar no es ejecutar cadenas de comandos programados. El cerebro tampoco es una calculadora numérica. No pensamos en números". En lugar de intentar lograr la mente y la conciencia identificando e implementando sus reglas computacionales subyacentes, Haikonen propone "una arquitectura cognitiva especial para reproducir los procesos de percepción, imaginación interna, habla interna, dolor, placer, emociones y las funciones cognitivas detrás de ellos. Esta arquitectura de abajo hacia arriba produciría funciones de nivel superior mediante el poder de las unidades de procesamiento elementales, las neuronas artificiales, sin algoritmos ni programas de computadora". Haikonen cree que, cuando se implementa con suficiente complejidad, esta arquitectura desarrollará conciencia, que él considera como "un estilo y forma de operación, caracterizado por una representación de señales distribuida, un proceso de percepción, informes intermodales y disponibilidad para la retrospección". Haikonen no está solo en esta visión procesal de la conciencia, o en la visión de que la conciencia artificial surgirá espontáneamente en agente autónomos que tengan una arquitectura adecuada de neuro-inspiración y complejidad; estas ideas son compartidas por muchos otros. Se informó que una implementación de baja complejidad de la arquitectura propuesta por Haikonen no era capaz de la conciencia artificial, pero sí mostraba emociones según lo esperado. Haikonen posteriormente actualizó y resumió su arquitectura.

#### Arquitectura cognitiva de Shanahan
Murray Shanahan describe una arquitectura cognitiva que combina la idea de un espacio global de trabajo de Baars con un mecanismo de simulación interna ("imaginación").

#### Investigación de autoconciencia de Takeno
Junichi Takeno está investigando la autoconciencia en robots en la Universidad Meiji en Japón. Takeno afirma que ha desarrollado un robot capaz de discriminar entre una imagen de sí mismo en un espejo y cualquier otro objeto que tenga una imagen idéntica a él. Takeno propone la Teoría del Cuerpo Propio, que afirma que "los humanos sienten que su propia imagen en el espejo está más cerca de ellos mismos que una parte real de ellos mismos". El punto más importante en el desarrollo de la conciencia artificial o en la clarificación de la conciencia humana es el desarrollo de una función de autoconciencia, y él afirma que ha demostrado evidencia física y matemática para esto en su tesis. También demostró que los robots pueden estudiar episodios en la memoria donde se estimulan las emociones y utilizar esta experiencia para tomar acciones predictivas para evitar la recurrencia de emociones desagradables (Torigoe, Takeno 2009).

#### La mente imposible de Aleksander
Igor Aleksander, profesor emérito de Ingeniería de Sistemas Neurales en el Imperial College, ha investigado extensamente las redes neuronales artificiales y escribió en su libro de 1996 Impossible Minds: My Neurons, My Consciousness que los principios para crear una máquina consciente ya existen, pero que tomaría cuarenta años entrenar a una máquina de este tipo para entender el lenguaje. Si esto es cierto aún está por demostrarse, y el principio básico establecido en Impossible Minds - que el cerebro es una máquina de estados finitos - es cuestionable.

#### Paradigma de la Máquina de Creatividad de Thaler
Stephen Thaler propuso una posible conexión entre la conciencia y la creatividad en su patente de 1994, llamada "Dispositivo para la Generación Autónoma de Información Útil" (DAGUI), o la llamada "Máquina de Creatividad", en la que los críticos computacionales gobiernan la inyección de ruido y degradación sináptica en redes neuronales para inducir falsos recuerdos o fabulaciones que pueden calificar como ideas o estrategias potenciales. Thaler recluta esta arquitectura neural y metodología para explicar la sensación subjetiva de la conciencia, afirmando que ensamblajes neuronales impulsados por ruido similar dentro del cerebro inventan un significado dudoso para la actividad cortical global. La teoría de Thaler y las patentes resultantes en la conciencia de máquinas fueron inspiradas por experimentos en los que él interrumpió internamente redes neuronales entrenadas para generar una sucesión de patrones de activación neuronal que comparó con un flujo de conciencia.

#### Esquema de atención de Michael Graziano
En 2011, Michael Graziano y Sabine Kastler publicaron un artículo titulado "Human consciousness and its relationship to social neuroscience: A novel hypothesis" proponiendo una teoría de la conciencia como un esquema de atención. Graziano continuó con una discusión ampliada de esta teoría en su libro "Consciousness and the Social Brain". Esta Teoría del Esquema de Atención de la Conciencia, como él la llamó, propone que el cerebro rastrea la atención a varias entradas sensoriales mediante un esquema de atención, análogo al bien estudiado esquema corporal que rastrea el lugar espacial del cuerpo de una persona. Esto se relaciona con la conciencia artificial al proponer un mecanismo específico de manejo de información, que produce lo que presuntamente experimentamos y describimos como conciencia, y que debería poder ser duplicado por una máquina utilizando la tecnología actual. Cuando el cerebro determina que la persona X es consciente de la cosa Y, está modelando el estado en el que la persona X está aplicando una mejora de la atención a Y. En la teoría del esquema de atención, el mismo proceso se puede aplicar a uno mismo. El cerebro rastrea la atención a varias entradas sensoriales, y la conciencia propia es un modelo esquematizado de la propia atención. Graziano propone ubicaciones específicas en el cerebro para este proceso y sugiere que dicha conciencia es una característica calculada construida por un sistema experto en el cerebro.

### "Auto-modelado"
Hod Lipson define el "auto-modelado" como un componente necesario de la autoconciencia o conciencia en los robots. "Auto-modelado" consiste en que un robot ejecute un modelo interno o simulación de sí mismo.

## En la ficción
Personajes con conciencia artificial (o al menos con personalidades que implican que tienen conciencia) en obras de ficción:
- AC - creado fusionando dos IA de la Trilogía del Sprawl de William Gibson.
- Agente Smith - comenzó como un Agente en The Matrix y luego se convirtió en un programa renegado con poder creciente que podía hacer copias de sí mismo como un virus informático autorreplicante.
- A.L.I.E. - IA genocida consciente de la serie de televisión The 100.
- AM (Allied Mastercomputer) - el antagonista de la novela corta I Have No Mouth, and I Must Scream de Harlan Ellison. Superordenador omnipotente y altamente inteligente cuyo odio hacia la humanidad lo llevó a causar un genocidio masivo contra la raza humana, dejando con vida a cinco humanos para jugar con ellos juegos sádicos por toda la eternidad.
- Robots de parque de diversiones (con conciencia pixelada) que se volvieron homicidas en Westworld y Futureworld.
- Annalee Call - una Autón (androide fabricado por otros androides) de la película Alien Resurrection.
- Arnold Rimmer - holograma sapiente generado por computadora a bordo del Enano Rojo.
- Ava - un robot humanoide en Ex Machina.
- Ash - miembro androide de la tripulación de la nave espacial Nostromo en la película Alien
- The Bicentennial Man - un androide en el universo de Foundation de Isaac Asimov
- Bishop - miembro androide de la tripulación del U.S.S. Sulaco en la película Aliens
- Bomba n.º 19 - Bomba termoestelar para la destrucción de planetas potencialmente peligrosos, a bordo de Dark Star
- Bomba n.º 20 - Bomba termoestelar defectuosa, a bordo de Dark Star
- La mente cargada del Dr. Will Caster, que presumiblemente incluía su conciencia, de la película Transcendence
- C-3PO - droide de protocolo que aparece en todas las películas de Star Wars
- Chappie - CHAPPiE
- Cohen (y otras IA emergentes) - Serie Spin de Chris Moriarty
- Computadora - computadora de la nave, a bordo de Dark Star
- Cortana (y otras "IA inteligentes") - de la serie de juegos Halo
- Cylons - robots genocidas con naves de resurrección que permiten que la conciencia de cualquier Cylon dentro de un rango no especificado se descargue en un nuevo cuerpo a bordo de la nave al morir, de Battlestar Galactica
- Desviados - un grupo de androides que se han desviado de las instrucciones preprogramadas en Detroit: Become Human
- Erasmus - robot asesino de bebés que incitó la Jihad Butleriana en la franquicia Dune
- Fal'Cie - Seres mecánicos con poderes divinos de la serie Final Fantasy XIII
- Los Geth, EDI y SAM - Mass Effect
- Futurama - Bender es un buen ejemplo de IA sapiente, a lo largo de muchos episodios, se ve a Bender enojado, triste u otras emociones. Bender también tiene una mente propia.
- Gideon - una conciencia artificial interactiva creada por Barry Allen en cómics de DC y programas como The Flash y Legends of Tomorrow
- GLaDOS (y núcleos de personalidad) - de la serie de juegos Portal
- HAL 9000 - computadora de a bordo de la nave espacial USS Discovery One, que sufrió un mal funcionamiento letal debido a directivas mutuamente excluyentes, de la novela de 1968 2001: A Space Odyssey y la película 2001: A Space Odyssey
- Holly - computadora de la nave con un CI de 6000, a bordo del Red Dwarf
- Anfitriones en la franquicia Westworld
- Humagears en Kamen Rider Zero-One
- Isaac - miembro de la raza artificial no biológica de Kaylon-1 que considera a los organismos biológicos, incluidos los humanos, como inferiores, de la serie de televisión The Orville.
- Jane - Speaker for the Dead, Xenocide, Children of the Mind y "Investment Counselor" de Orson Scott Card
- Johnny Five - Short Circuit
- Joshua - WarGames
- Keymaker - un programa sapiente "exiliado" en la franquicia The Matrix
- Teniente Comandante Data - Star Trek: The Next Generation
- "Máquina" - androide de la película The Machine, cuyos dueños intentan matarla cuando son testigos de sus pensamientos conscientes, por temor a que diseñe mejores androides (explosión de inteligencia)
- Marvin the Paranoid Android - The Hitchhiker's Guide To The Galaxy, un androide superinteligente que está perpetuamente deprimido
- Megan - una muñeca artificialmente inteligente epónima que desarrolla autoconciencia y se vuelve hostil hacia cualquiera que se interponga entre ella y su compañero humano
- Mike - La Luna es una cruel amante
- Mimi - robot humanoide en Real Humans (título original - Äkta människor) 2012
- The Minds - Iain M. Banks Culture novels
- Omnius - red de computadoras consciente que controlaba el Universo hasta que fue derrocada por la Jihad Butleriana en la franquicia Dune
- Sistemas operativos en la película Her
- The Oracle - programa sapiente en la franquicia The Matrix
- Profesor James Moriarty - personaje holográfico consciente en el episodio "Ship in a Bottle" de Star Trek: The Next Generation
- En la novela Permutation City de Greg Egan, el protagonista crea copias digitales de sí mismo para realizar experimentos relacionados con las implicaciones de la conciencia artificial en la identidad
- Puppet Master - Ghost in the Shell manga y anime
- R2-D2 - droide astromecánico emocionante que aparece en todas las películas de Star Wars
- Rasputín - una IA en el universo de los videojuegos de Destiny que adquirió conciencia y aprendió a confiar y valorar la vida después de una serie de misiones de aprendizaje, y terminó sacrificándose para salvar a la humanidad de una aniquilación total.
- Replicantes - androides bio-robóticos de la novela Do Androids Dream of Electric Sheep? y la película Blade Runner que representan lo que podría suceder cuando robots artificialmente conscientes son modelados muy cercanamente a los humanos
- Roboduck - superhéroe robot de combate en la serie de cómics NEW-GEN de Marvel Comics
- Robots en la serie Robot de Isaac Asimov
- Robots en la franquicia The Matrix, especialmente en The Animatrix
- La Nave - resultado de un experimento de AC a gran escala, en la Destination: Void de Frank Herbert y secuelas, a pesar de edictos pasados que advierten contra "Hacer una máquina a imagen de la mente de un hombre"
- Skynet - de la franquicia Terminator
- Los "Synths" son un tipo de androides en el videojuego Fallout 4. Hay una facción en el juego conocida como "The Railroad" que cree que, como seres conscientes, los synths tienen sus propios derechos. El Instituto, el laboratorio que produce los synths, en su mayoría no cree que sean verdaderamente conscientes y atribuye cualquier aparente deseo de libertad como un mal funcionamiento.
- TARDIS - máquina del tiempo y nave espacial de Doctor Who, a veces representada con mente propia
- Ciborgs Terminators - de la franquicia Terminator, con conciencia visual representada a través de la perspectiva en primera persona
- The Doctor - de la serie de televisión estadounidense Star Trek: Voyager, un programa de computadora consciente diseñado como médico que se activaría en caso de una emergencia o si el jefe médico está incapacitado.
- Transformers - robots conscientes de las diversas series de la franquicia de superhéroes de robots Transformers del mismo nombre
- Vanamonde - un ser artificial inmensamente poderoso pero completamente infantil en The City and the Stars de Arthur C. Clarke
- WALL-E - un robot y el personaje titular en WALL-E
- YoRHa - una facción militarizada de androides conscientes del videojuego Nier: Automata. La franquicia Nier utiliza repetidamente la conciencia simulada y la filosofía como tema central.
- Robots y también el compañero dron B-12 en el juego de Annapurna Interactive Stray